# President van de Filipijnse Senaat
De president van de Filipijnse Senaat is de voorzitter van de Filipijnse Senaat. De senaatspresident wordt gekozen door de 24 senatoren en is na de vicepresident van de Filipijnen de derde in lijn van opvolging van het presidentschap van de Filipijnen. De huidige president van de Filipijnse Senaat is sinds 2016 Aquilino Pimentel III.

## Lijst van presidenten van de Filipijnse Senaat
| Nr. | Naam   | Naam                         | Partij | Parlement | Start periode     | Einde periode    | Tijdperk         |
| --- | ------ | ---------------------------- | --- | --- | ----------------- | ---------------- | ---------------- |
| 1   |        | Manuel Quezon                | NP | 4e FP | 1916              | 1919             | Jones Law        |
| 1   | 5e FP  | Manuel Quezon                | NP | 1919 | 1922              |                  | Jones Law        |
| 1   | 6e FP  | Manuel Quezon                | NP | 1922 | 1925              |                  | Jones Law        |
| 1   | 7e FP  | Manuel Quezon                | NP | 1925 | 1928              |                  | Jones Law        |
| 1   | 8e FP  | Manuel Quezon                | NP | 1928 | 1931              |                  | Jones Law        |
| 1   | 9e FP  | Manuel Quezon                | NP | 1931 | 1934              |                  | Jones Law        |
| 1   | 10e FP | Manuel Quezon                | NP | 1934 | 1935              |                  | Jones Law        |
|     |        | opgeheven                    | In 1935 werden de Senaat en het Huis van Afgevaardigden vervangen door een eenkamerig Filipijns Assemblee. De functie van President van de Filipijnse Senaat bestond derhalve officieel niet meer tot de grondwet in 1940 werd aangepast. Door de uitbraak van de Tweede Wereldoorlog kwam het in 1941 gekozen Filipijnse Senaat pas in 1945 voor het eerst bijeen. | In 1935 werden de Senaat en het Huis van Afgevaardigden vervangen door een eenkamerig Filipijns Assemblee. De functie van President van de Filipijnse Senaat bestond derhalve officieel niet meer tot de grondwet in 1940 werd aangepast. Door de uitbraak van de Tweede Wereldoorlog kwam het in 1941 gekozen Filipijnse Senaat pas in 1945 voor het eerst bijeen. | 1935              | 9 juli 1945      | Gemenebest       |
| 2   |        | Manuel Roxas                 | NP-Liberal Wing | 1e GC | 9 juli 1945       | 25 mei 1946      | Gemenebest       |
| 3   |        | Jose Avelino                 | LP | 2e GC | 25 mei 1946       | 4 juli 1946      | Gemenebest       |
| 3   | 1e     | Jose Avelino                 | LP | 5 juli 1946 | 21 februari 1949  | Derde Republiek  |                  |
| 4   | 1e     |                              | LP | Mariano Cuenco | 21 februari 1949  | Derde Republiek  | 30 december 1949 |
| 4   | LP     | 2e                           | 30 december 1949 | Mariano Cuenco | 30 december 1951  | Derde Republiek  |                  |
| 5   | LP     | 2e                           | | Quintin Paredes | 5 maart 1952      | Derde Republiek  | 17 april 1952    |
| 6   |        | 2e                           | Camilo Osias | NP | 17 april 1952     | Derde Republiek  | 30 april 1952    |
| 7   |        | 2e                           | Eulogio Rodriguez | NP | 30 april 1952     | Derde Republiek  | 17 april 1953    |
| 8   |        | 2e                           | Camilo Osias (2e keer) | NP | 17 april 1953     | Derde Republiek  | 30 april 1953    |
| 9   |        | 2e                           | Jose Zulueta | NP | 30 april 1953     | Derde Republiek  | 30 november 1953 |
| 10  |        | 2e                           | Eulogio Rodriguez | NP | 30 november 1953  | Derde Republiek  | 30 december 1953 |
| 10  | 3e     | 25 januari 1954              | Eulogio Rodriguez | NP | 30 december 1957  | Derde Republiek  |                  |
| 10  | 4e     | 27 januari 1958              | Eulogio Rodriguez | NP | 30 december 1961  | Derde Republiek  |                  |
| 10  | 5e     | 22 januari 1957              | Eulogio Rodriguez | NP | 5 april 1963      | Derde Republiek  |                  |
| 11  | 5e     |                              | Ferdinand Marcos | LP | 5 april 1963      | Derde Republiek  | 30 december 1965 |
| 12  |        | Arturo Tolentino             | NP | 6e | 17 januari 1966   | Derde Republiek  | 26 januari 1967  |
| 13  |        | Gil Puyat                    | NP | 6e | 26 januari 1967   | Derde Republiek  | 30 december 1969 |
| 13  | 7e     | Gil Puyat                    | NP | 26 januari 1970 | 23 september 1972 | Derde Republiek  |                  |
|     |        | opgeheven                    | In 1972 werd de Filipijnse Senaat en dus ook de functie van President van de Filipijnse Senaat opgeheven. In die periode lag de wetgevende macht (officieel) achtereenvolgens bij president Ferdinand Marcos (1972-1978), het Batasang Pambansa (1978-1986) en president Corazon Aquino (1986-1987)                                                                 | In 1972 werd de Filipijnse Senaat en dus ook de functie van President van de Filipijnse Senaat opgeheven. In die periode lag de wetgevende macht (officieel) achtereenvolgens bij president Ferdinand Marcos (1972-1978), het Batasang Pambansa (1978-1986) en president Corazon Aquino (1986-1987)                                                                 | 23 september 1972 | 27 juli 1987     | Vierde Republiek |
| 14  |        | Jovito Salonga               | LP | 8e | 27 juli 1987      | 18 januari 1992  | Vijfde Republiek |
| 15  |        | Neptali Gonzales             | LDP | 8e | 18 januari 1987   | 30 juni 1992     | Vijfde Republiek |
| 15  | 9e     | Neptali Gonzales             | LDP | 27 juli 1992 | 18 januari 1993   |                  | Vijfde Republiek |
| 16  | 9e     |                              | LDP | Edgardo Angara | 18 januari 1993   | 30 juni 1995     | Vijfde Republiek |
| 16  | 10e    | 24 juli 1995                 | LDP | Edgardo Angara | 28 augustus 1995  |                  | Vijfde Republiek |
| 17  | 10e    |                              | LDP | Neptali Gonzales | 29 augustus 1995  | 10 oktober 1996  | Vijfde Republiek |
| 18  | 10e    |                              | Ernesto Maceda | NPC | 20 oktober 1996   | 26 januari 1998  | Vijfde Republiek |
| 19  | 10e    |                              | Neptali Gonzales | LDP | 26 januari 1998   | 30 juni 1998     | Vijfde Republiek |
| 20  |        | Marcelo Fernan               | 11e | LDP | 27 juli 1998      | 28 juni 1999     | Vijfde Republiek |
| 21  |        | Blas Ople                    | 11e | LAMMP | 29 juni 1999      | 12 april 2000    | Vijfde Republiek |
| 22  |        | Franklin Drilon              | 11e | LAMMP | 12 april 2000     | 13 november 2000 | Vijfde Republiek |
| 23  |        | Aquilino Pimentel jr.        | 11e | PDP-Laban | 13 november 2000  | 30 juni 2001     | Vijfde Republiek |
| 24  |        | Franklin Drilon (2e keer)    | onafhankelijk | 12e | 23 juli 2001      | 24 november 2003 | Vijfde Republiek |
| 24  |        | Franklin Drilon (2e keer)    | LP | 12e | 24 november 2003  | 30 juni 2004     | Vijfde Republiek |
| 24  | 13e    | Franklin Drilon (2e keer)    | LP | 24 juli 2004 | 24 juli 2006      |                  | Vijfde Republiek |
| 25  | 13e    |                              | Manny Villar | NP | 24 juli 2006      | 30 juni 2007     | Vijfde Republiek |
| 25  | 14e    | 23 juli 2007                 | Manny Villar | NP | 17 november 2008  |                  | Vijfde Republiek |
| 26  | 14e    |                              | Juan Ponce Enrile | PMP | 17 november 2008  | 30 juni 2010     | Vijfde Republiek |
| 26  | 15e    | 26 juli 2010                 | Juan Ponce Enrile | PMP | 5 juni 2013       |                  | Vijfde Republiek |
| —   |        | Jinggoy Estrada (waarnemend) | PMP | 5 juni 2013 | 30 juni 2013      |                  |                  |
| 27  |        | Franklin Drilon (3e keer)    | LP | 16e | 22 juli 2013      | 30 juni 2016     |                  |
| 28  |        | Aquilino Pimentel III        | PDP-Laban | 17e | 25 juli 2016      |                  |                  |